# HbbTV
HbbTV Hybrid Broadcast Broadband TV es una plataforma de emisión de contenidos bajo demanda combinando los servicios de radiodifusión (broadcast) y banda ancha (broadband).

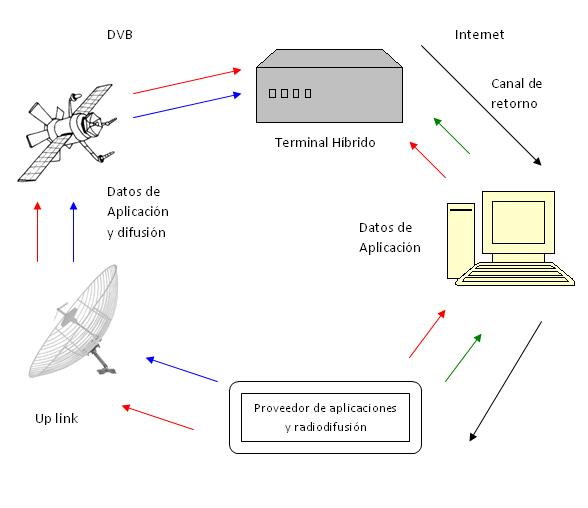

## Hybrid Broadcast Broadband TV
Se trata de una iniciativa de la industria y de promoción para la televisión digital para armonizar la emisión IPTV, banda ancha y la entrega de entretenimiento para el consumidor final a través de televisores inteligentes conectados a set-top boxes. [1 ] El consorcio HbbTV, que reagrupa a la radiodifusión digital y las empresas del sector de Internet, establece un estándar para la entrega de la TV abierta y TV de banda ancha para el hogar, a través de una única interfaz de usuario, la creación de una plataforma abierta como una alternativa a las tecnologías de propiedad. Los productos y servicios que utilizan el estándar HbbTV puede funcionar sobre diferentes tecnologías de radiodifusión, como por satélite, por cable o las redes terrestres.
Los servicios HbbTV se conocen como «televisión híbrida» (Hybrid Television) porque fusionan contenidos de televisión digital y contenido web que ofrece el distribuidor de contenidos y teletexto. La idea es agregar información que se visualiza en una pantalla de televisión, mientras el usuario final está viendo la televisión. Esa información está disponible, o bien directamente en el flujo de difusión o bien, en un servidor web en Internet. En consecuencia, el decodificador o el televisor debe tener un canal de retorno. Esto permite que el usuario final pueda disponer de más servicios disponibles.
El proyecto HbbTV nace en febrero de 2009 derivado de la asociación de los proyectos H4TV francés y el proyecto alemán German HTML Profille. La primera vez que se mostró HbbTV fue en la televisión francesa para el evento deportivo de Roland Garros de ese año. Tres años después, [4] la edición de ese año permitió a los espectadores no sólo seguir la emisión en directo sino también acceder a una gran cantidad de información y contenidos como estadísticas en tiempo real, información de última hora, imágenes de los participantes, etc.

## Alcance
La recepción de televisión digital y, en particular la radiodifusión, de alta definición en el hogar está bastante extendida en toda Europa [5]. La difusión de TV por Internet y la entrega de contenido multimedia a través de Internet también se están convirtiendo en un servicio muy común, aunque dicho contenido sea visto, a menudo, en un ordenador o conectando una pantalla de TV desde dicho ordenador a través de un reproductor multimedia conectado a la red doméstica. HbbTV tiene la intención de ampliar el alcance de los contenidos multimedia directamente a la televisión, de modo que el espectador pueda acceder a dichos contenidos con mayor comodidad.
Los servicios HbbTV[4] se han extendido en países como Francia y Alemania teniendo como impulsores los operadores públicos de ambos países y ofreciendo servicios de VOD (Video On Demand), Teletexto enriquecido, información en directo, etc.
También en España algunas cadenas de televisión, públicas y privadas, junto a fabricantes de televisores, han mostrado su interés por la tecnología HbbTV y tras solicitar que se tomen medidas para su normalización y desarrollo ordenado en el panorama audiovisual español se ha iniciado la difusión de contenidos HbbTV tras versiones de prueba. Es el caso de RTVE, Mediaset España y Telefónica que se han involucrado en el desarrollo de la televisión conectada mediante HbbTV. Los Países Bajos y más recientemente los países nórdicos e Irlanda han adoptado el estándar HbbTV para la difusión de contenidos interactivos por iniciativa del Nordig, su organismo de radiodifusión.

## Estándar y especificaciones HbbTV
Los miembros fundadores del consorcio HbbTV junto con un nutrido grupo de seguidores han desarrollado conjuntamente la especificación HbbTV para crear un estándar global para servicios de entretenimiento híbridos.
La introducción del estándar HbbTV es beneficiosa para fabricantes de equipos y proveedores de contenidos. El hecho de que se haya establecido un estándar permite a los desarrolladores de aplicaciones la reutilización de las mismas y el desarrollo hardware puede desplegarse en muchos países.
La especificación HbbT[3] fue desarrollada por miembros del consorcio de la industria y se basa en los elementos de normas ya existentes y las tecnologías web, incluyendo OIPF (Open IPTV Forum), CEA, DVB y W3C. Ver Figura 1.

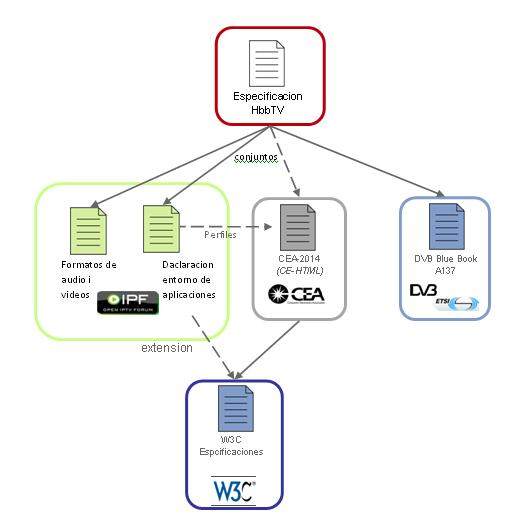
Figura1- Bloques que componen la especifiación HbbTV.

Por una parte, CE-HTML define las funciones básicas del navegador:
CE-HTML se basa en los estándares del W3C Web comunes y especifica un perfil de HTML para dispositivos de CE (electrónica de consumo). Utiliza XHTML 1.0, DOM 2, CSS TV perfil 1.0, así como  Java, y está optimizado para renderizar HTML / JavaScript en páginas web en los dispositivos de CE, en concreto en las pantallas de televisión.
CE-HTML también contiene elementos tales como la definición de códigos de las teclas del mando a distancia.
Por otra parte, Open IPTV Forum perfil del navegador:
Esta especificación ha sido desarrollada para los sistemas basados en DVB-IPTV, pero el API (JavaScript) que proporciona también se puede aplicar a cualquier híbrido de los sistemas DVB. Estas API transmiten las funciones de combinar la imagen de TV con páginas HTML, para sintonizar la televisión DVB o servicios de radio, para agregar eventos a la lista del temporizador, y para leer los metadatos DVB y otra información relacionada con DVB.
Finalmente, la señalización y el transporte DVB:
La señalización de las aplicaciones es compatible con el estándar DVB. Estas aplicaciones se pueden ejecutar en el contexto de un televisor o un servicio de radio en un múltiplex DVB. De una manera muy similar a la norma MHP, esto se hace a través de la tabla de señalización(AIT) en el correspondiente servicio DVB y se indica en su tabla de mapa de Programa (PMT).
La norma DSMCCCC define carruseles de objetos para ofrecer aplicaciones de difusión. Los carruseles de objetos también proporcionan una forma para que el receptor se sincronice con los puntos específicos en los medios de comunicación mediante el uso de "eventos de flujo".
Las especificaciones describen cómo las aplicaciones interactivas se señalan en el flujo de datos. La especificación HbbTV no especifica el sistema operativo o plataforma de cliente en sí mismo en el dispositivo receptor.
La última especificación aprobada por el consorcio HbbTV es la versión  2.0.3 de la especificación de HbbTV que proporciona soporte a streaming adaptativo en el protocolo HTTPbasándose en la reciente especificación MPEG-DASH, mejorando la calidad del vídeo recibido en conexiones saturadas o de baja velocidad. Además,  permite a los proveedores proteger sus contenidos con tecnologías DRM basadas en la especificación de MPEG CENC. Por otra parte, existen significativas mejoras en la guía electrónica de programación, ya que se permite a los operadores introducir información para los siguientes siete días. Otra de las posibiliaddes que se mejoran es la distribución de aplicaciones manejables directamente por los receptores, otorgando así una experiencia totalmente integrada al usuario.
Con la publicación de la especificación 2.0.3, se actualiza el soporte a los nuevos estándares HTML y se añade soporte a streaming OTT [6].
En [8] podemos consultar las versiones de las distintas especificaciones que se han publicado.

## Bloques de construcción
Las especificaciones de HbbTV se basan en elementos de las normas existentes y las tecnologías Web, incluyendo OIPF (Open IPTV Forum), CEA, DVB y el W3C, como se ha dicho.
OIPF
- APIs de Javascript para entornos de televisión.
- Formatos de audio y video.
- Modifica el CE-HTML, lenguaje para la creación de páginas de interfaz de usuario en dispositivos como los televisores.

CEA
- APIs de Javascript para servicios bajo demanda.
- Conjunto de especificaciones y formatos de imagen de W3C.
- Soporte para el control remoto de redes UPnP e Internet.

DVB
- Transporte de señalización y aplicaciones via DVB.

W3C
- Recomendaciones para World Wide Web.
- XHTML.
- Hojas de estilo CSS 2.1, CSS-TV.
- ECMAScript.
- Peticiones HTTP y HTTPS con XMLHTTPRequest

## Miembros del consorcio
En mayo de 2011 el consorcio HbbTV quedó abierto a la entrada de nuevos miembros. Desde entonces, el número de estos no ha dejado de crecer y actualmente asciende a más de 60. La lista de miembros del consorcio puede consultarse en [2]. Entre ellos podemos mencionar:
- Organismos de normalización: EBU (Unión Europea de Radiodifusión), IRT, DTG, Fraunhofer IIS.
- Organismos de radiodifusión: France Télévisions, TF1, Canal +, NRJ 12, RTL Group, Astra, Eutelsat, Abertis Telecom, TDF, ITV, BSkyB.
- Editores de middleware para dispositivos de electrónica de consumo: ANT Software Ltd,  iPlus Technologies, OpenTV, Opera Software, Access, Espial, HTTV, Icareus, Irdeto, NDS, Kudelski, Viaccess.
- Fabricantes de electrónica de consumo y de componentes de dispositivos: Philips, Samsung, Sony, LG, Loewe, Sharp, STMicroelectronics, Humax, Haier, Kaoin Media, TechniSat, TechnoTrend, iPlus Technologies.
- Laboratorios de prueba para dispositivos de electrónica de consumo: Digital TV Labs.
- Los miembros del consocio HbbTV del grupo de dirección son: Abertis, Astra, Ant Software Ltd, Digital TV Labs, European Broadcasting Union, France Télévisions, IRT, OpenTV, Opera, Philips, RTL, Samsung, Sony, TF1.

## Aplicaciones
La integración de nuevos servicios, interactividad y movilidad permiten la mejora de la experiencia del usuario enriqueciendo la experiencia televisiva. Se incluye un mayor volumen de información, EPG, participación en juegos u otras aplicaciones interactivas y el llamado Botón Rojo o “Red Button” , que permite la aparición de aplicaciones autoarrancables. HbbTV incorpora un sistema operativo que permite la compatibilidad con aparatos externos, de modo que no es necesario ningún aparato extra para lograr la conexión a Internet.
Según [7], distingue dos categorías de aplicaciones:
Por una parte están las que solo se difunden a través del canal de banda ancha y no se pueden declarar en la secuencia de difusión y por otra parte, las que si se declaran en la señalización DVB. Entre las primeras encontramos aplicaciones para redes sociales, juegos, VoD, etc. mientras que entre las segundas podemos citar la publicidad interactiva o votaciones. Además, en [7] se presenta a modo de resumen, las circunstancias que pueden llevar al arranque o a la detención de una aplicación. Para empezar, una aplicación puede arrancar por orden del usuario final, a través del mando a distancia. También puede ser por la señalización en el servicio de difusión o bien por otra aplicación que ya se esté ejecutando. Para finalizar, una aplicación puede detenerse por orden del propio usuario, por orden del sistema bajo condiciones de error o mediante la llamada del método que destruye la aplicación, entre otros.
Las aplicaciones HbbTV y sus servicios en general son probados por entidades como es el caso de Digital TV Labs. Se trata de un laboratorio que ofrece una aplicación HbbTV para realizar tests destinada a los desarrolladores, ofreciendo pruebas que verifican la compatibilidad entre una amplia gama de receptores HbbTV en el mercado. Dichas pruebas pretenden además asegurar la QoE ofrecida al usuario.

## Comparativa HbbTV y MHP
HbbTV no es la única tecnología existente para la televisión interactiva. Un competidor suyo es MHP (Multimedia Home Platform). Las aplicaciones HbbTV se basan en HTML mientras que MHP se basa en Java. El primero es más reciente pero sin embargo ha ganado terreno al segundo en muchos países. La principal razón es que HbbTV tiene aceptación en un mercado más amplio, con mayor número de aplicaciones y nuevos servicios híbridos. El éxito de HbbTV se puede atribuir a tres factores: su flexibilidad, las bases sobre normas existentes y el apoyo de grupos de la industria, en particular de la Unión Europea de Radiodifusión. Por el contrario, un ejemplo de que HbbTV todavía no ha sido extendido ampliamente en toda Europa es Italia, donde MHP persiste para la prestación de servicios híbridos.

## Retos y conclusiones
Las emisoras, proveedores de servicios y fabricantes quieren mejorar la experiencia de TV para los consumidores de varias maneras. La creación de una solución para hacer frente a este problema requiere estándares abiertos para evitar la tecnología de cerrada y una base común desde la que trabajar a fin de fomentar la dinámica del mercado necesarias para lograr soluciones asequibles. La solución HbbTV satisface esta demanda. Sin embargo, la industria [5] será uno de los grandes dinamizadores del sistema y tendrán mucho que decir en cómo se desarrollen incluso los contenidos o parte de ellos. Hasta el momento hay una cierta falta de apoyo ya que algunos fabricantes optan por soluciones propietarias que impiden la convergencia entre televisión e Internet.
El proyecto HbbTV ha despegado de manera significativa con la colaboración de diversos grupos de entidades compuestos por los principales fabricantes internacionales de televisión y de radiodifusión, sin embargo todavía falta para su completa integración.
En España el número de dispositivos que soportan HbbTV todavía es reducido. Sin embargo se pretende aprovechar el evento de los Juegos Olímpicos de Tokio como el primer gran reto para establecer y promocionar otra forma de consumir televisión. En España hay muchos televisores conectados con el estándar HbbTV. El número aumentará en los próximos años. Quizás no disfrute del crecimiento experimentado por los teléfonos móviles y teléfonos inteligentes pero HbbTV todavía está en proceso de maduración.

## Enlaces recomendados
- Página oficial de HbbTV
- Televisión digital terrestre híbrida
- Página de la especificación española de TDT Híbrida
- Página oficial de Pleyo
- Artículo HbbTV
- Página oficial de ANT Archivado el 28 de enero de 2011 en Wayback Machine.
- Página sobre la feria IBC
- Artículo sobre progreso en Europa de TV híbrida
- Página oficial de Radio Televisión Española
- Demostración práctica del funcionamiento en video
- Un repaso a los servicios HbbTV por satélite
- Página oficial HbbTV Gobierno de España

- Datos: Q1568577
- Multimedia: Hybrid Broadcast Broadband TV / Q1568577